# Eisen(I)-oxid
Eisen(I)-oxid (Fe2O) ist eine unter Druckbedingungen, wie sie an der Erdoberfläche, in der Erdkruste und im Erdmantel herrschen, instabile Eisen-Sauerstoff-Verbindung. Sie kommt daher nicht in der vom Menschen erreichbaren Natur vor. Es wird vermutet, dass sie Bestandteil des Erdkerns sowie des Kerns der anderen terrestrischen Planeten des Sonnensystems ist. Unter dem enormen Druck tief im Inneren der Planeten soll sie aus Eisen(II)-oxid (Wüstit) nach der Reaktionsgleichung
{\displaystyle \mathrm {FeO+Fe\rightarrow Fe_{2}O} }
entstehen, da sie unter diesen Bedingungen die gegenüber Eisen(II)-oxid stabilere Verbindung ist.
Diese These wurde 1971 vom russischen Geowissenschaftler Oleg Sorochtin aufgestellt und nachfolgend durch den australischen Seismologen Keith Edward Bullen weiterentwickelt.